# Archangelsk
Archangelsk [ɐrˈxangʲɪlʲsk] (russisch Архангельск, wiss. Transliteration Archangel’sk, wörtlich „Erzengelstadt“) ist eine Hafenstadt in Nordrussland mit 348.783 Einwohnern (Stand 14. Oktober 2010). Sie ist administratives Zentrum der Oblast Archangelsk und befindet sich oberhalb der Mündung der Nördlichen Dwina in das Weiße Meer. Die Stadt entstand im Jahr 1584 unter dem Namen Nowocholmogory mit der Befestigung des im 12. Jahrhundert gegründeten Erzengel-Michael-Klosters, dem die Stadt ihren Namen verdankt. Archangelsk war im 16. Jahrhundert der erste russische Seehafen, über den Handel mit England und anderen westeuropäischen Staaten getrieben wurde. Heute ist Archangelsk eine der wichtigsten Industriestädte Nordrusslands.

## Geographie

### Lage
Archangelsk befindet sich im Norden des europäischen Teils Russlands 994 km nördlich der russischen Hauptstadt Moskau. Die Stadt liegt zu beiden Seiten der Nördlichen Dwina kurz oberhalb deren Mündung in den Dwinabusen des Weißen Meeres. Die Dwina mündet in diesem Bereich in ein etwa 900 Quadratkilometer großes Delta, wodurch das nördliche Stadtgebiet von Archangelsk auf zahlreiche Flussinseln verteilt ist. Das Stadtgebiet selbst umfasst 294,42 km² und liegt auf einer Höhe zwischen 1 und 10 Metern über dem Meeresspiegel. Wie der Großteil der Oblast ist Archangelsk Teil des Nordrussischen Tieflands der Osteuropäischen Ebene. Auf Grund der Nähe Archangelsks zum nur 225 km nördlich gelegenen Polarkreis lassen sich zu Zeiten der Sommersonnenwende von Mitte Mai bis Ende Juli die Weißen Nächte beobachten.
Archangelsk ist Verwaltungszentrum der gleichnamigen Oblast Archangelsk und zugleich die größte Stadt der Oblast. Nahegelegene größere Städte sind das etwa 20 km südlich gelegene Nowodwinsk sowie Sewerodwinsk etwa 35 km westlich von Archangelsk.

### Stadtgliederung

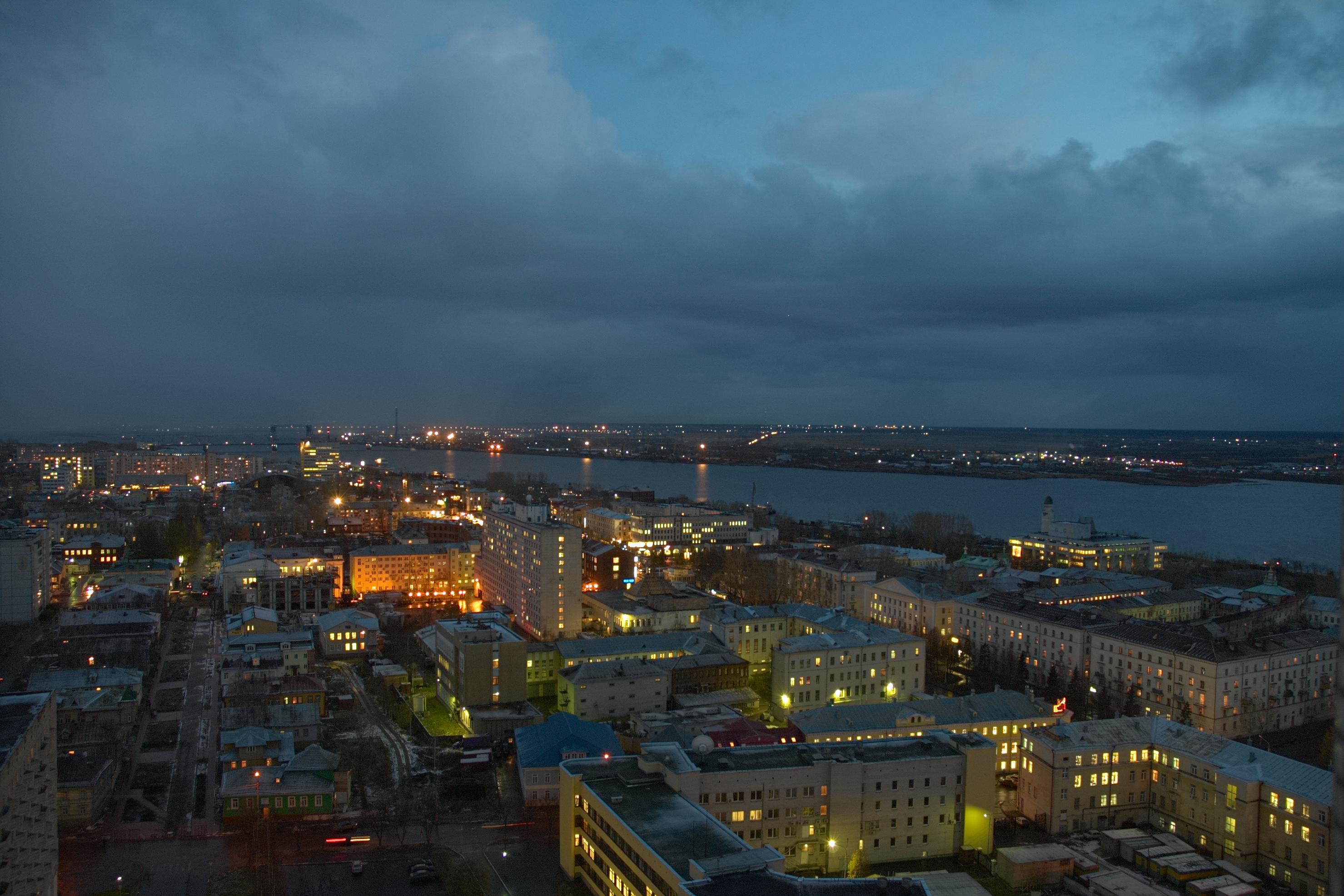
Blick auf das südliche Stadtzentrum im Lomonossowski Okrug

Das Stadtgebiet von Archangelsk ist, seit einer Verwaltungsreform nach dem Zerfall der Sowjetunion, in neun Stadtrajons (russ. Городской район, transkribiert Gorodskoi rajon) aufgeteilt, die als Okrug (russ. Bezirk) bezeichnet werden. Die Okrugy Lomonossowski, Oktjabrski, Maiskaja Gorka und Warawino-Faktorija befinden sich am östlichen Ufer der Dwina. Der Oktjabrski Okrug, zu dem auch der Südteil der Flussinsel Ostrow Kego gehört, bildet zusammen mit dem Lomonossowski Okrug das Stadtzentrum. Südlich von diesen grenzt der Okrug Maiskaja Gorka, der auch die Dwinainsel Krasnoflotski umfasst. Weiter südlich schließt sich der Okrug Warawino-Faktorija an. Im Norden der Stadt befinden sich die auf Flussinseln gelegenen Okruge Solombalski, Sewerny und Maimaksanski. Am westlichen Dwinaufer erstreckt sich der Ziglomenski Okrug im Norden sowie der Issakogorski Okrug im Süden. Die folgende Tabelle zeigt eine Übersicht über die Bevölkerungszahlen der Stadtkreise Archangelsks.
| Rajon (Gorodskoi rajon)  | Russischer Name         | Einwohner 14. Oktober 2010 | Bemerkung                                                       |
| ------------------------ | ----------------------- | -------------------------- | --------------------------------------------------------------- |
| Issakogorski Okrug       | Исакогорский округ      | 25.146                     | Name nach dem Stadtteil Issakogorka                             |
| Lomonossowski Okrug      | Ломоносовский округ     | 70.071                     | Name nach Michail Lomonossow                                    |
| Maimaksanski Okrug       | Маймаксанский округ     | 22.911                     | Name nach dem Stadtteil Maimaksa                                |
| Okrug Maiskaja Gorka     | Округ Майская Горка     | 41.871                     | Name bedeutet Mai-Anhöhe                                        |
| Oktjabrski Okrug         | Октябрьский округ       | 81.585                     | Name von Oktjabr (Oktober, bezogen auf die Oktoberrevolution)   |
| Sewerny Okrug            | Северный округ          | 24.821                     | Name bedeutet Nördlicher Kreis                                  |
| Solombalski Okrug        | Соломбальский округ     | 36.587                     | Name nach der Insel Solombala sowie dem gleichnamigen Stadtteil |
| Okrug Warawino-Faktorija | Округ Варавино-Фактория | 36.565                     | Name nach den Stadtteilen Warawino und Faktorija                |
| Ziglomenski Okrug        | Цигломенский округ      | 09.226                     | Name nach dem Stadtteil Ziglominka                              |

### Klima
Archangelsk befindet sich in der kaltgemäßigten Klimazone, die durch kurze kühle Sommer und lange kalte Winter charakterisiert ist. Die durchschnittliche Jahrestemperatur beträgt 1 °C. Die mittlere Niederschlagsmenge liegt bei 560 mm. Die wärmsten Monate sind Juni, Juli und August mit durchschnittlichen Temperaturen von 12,9 bis 15,8 °C. Die kältesten Monate sind Dezember, Januar und Februar mit durchschnittlichen Temperaturen von −9,8 bis −13,5 °C. Die meisten Niederschläge fallen mit 60 mm bis 68 mm zwischen Juli und Oktober. Niederschlagsärmste Monate sind mit jeweils 28 mm Februar und März.
Die folgende Tabelle zeigt eine tabellarische und grafische Übersicht der monatlichen Höchst- und Tiefsttemperaturen sowie Niederschlagsmengen für die Stadt Archangelsk.
|                       | Jan   | Feb   | Mär   | Apr  | Mai  | Jun  | Jul  | Aug  | Sep  | Okt  | Nov  | Dez   |   |      |
| Mittl. Tagesmax. (°C) | −9,2  | −8,8  | −3,7  | 3,7  | 10,3 | 17,2 | 20,8 | 18,3 | 11,5 | 3,7  | −2,3 | −6,9  | ⌀ | 4,6  |
| Mittl. Tagesmin. (°C) | −16,0 | −16,1 | −12,6 | −4,8 | 1,7  | 8,0  | 11,1 | 9,9  | 5,3  | −0,6 | −6,8 | −12,9 | ⌀ | −2,8 |
|                       |       |       |       |      |      |      |      |      |      |      |      |       |   |      |
| Niederschlag (mm)     | 34    | 28    | 27    | 32   | 41   | 55   | 62   | 65   | 61   | 59   | 54   | 43    | Σ | 561  |
|                       |       |       |       |      |      |      |      |      |      |      |      |       |   |      |
| Sonnenstunden (h/d)   | 0,4   | 2,0   | 3,8   | 6,4  | 8,5  | 9,9  | 9,7  | 6,5  | 3,9  | 1,9  | 0,6  | 0,2   | ⌀ | 4,5  |
|                       |       |       |       |      |      |      |      |      |      |      |      |       |   |      |
| Regentage (d)         | 10    | 9     | 8     | 7    | 8    | 10   | 9    | 11   | 13   | 13   | 13   | 12    | Σ | 123  |
|                       |       |       |       |      |      |      |      |      |      |      |      |       |   |      |
| Wassertemperatur (°C) | 0     | 0     | 0     | 0    | 0    | 2    | 9    | 8    | 7    | 6    | 1    | 1     | ⌀ | 2,9  |
|                       |       |       |       |      |      |      |      |      |      |      |      |       |   |      |
| Luftfeuchtigkeit (%)  | 88    | 86    | 82    | 76   | 71   | 69   | 71   | 78   | 85   | 88   | 89   | 89    | ⌀ | 81   |

| −16,0 |

| −16,1 |

| −12,6 |

| −4,8 |

| 1,7 |

| 8,0 |

| 11,1 |

| 9,9 |

| 5,3 |

| −0,6 |

| −6,8 |

| −12,9 |

| −16,0 |

| −16,1 |

| −12,6 |

| −4,8 |

| 1,7 |

| 8,0 |

| 11,1 |

| 9,9 |

| 5,3 |

| −0,6 |

| −6,8 |

| −12,9 |

## Geschichte

### Ursprung
Für das Jahr 918 erzählt die Heimskringla eine Geschichte von Eirik Blodøks (Blutaxt), der nach Bjarmaland fuhr. In der Egil Saga heißt es: „Viele Dinge geschahen während dieser Reise. Eirik kämpfte eine große Schlacht am Fluss Dwina, in Bjarmaland, und war siegreich.“ Weiter erzählt die Heimskringla, wie Harald Gråfell (Graufell) seine Armee im Sommer 970 nach Norden, nach Bjarmaland führte, plünderte und am Ufer der Dwina eine große Schlacht gegen die Bjarmen (Permier) führte. Harald gewann die Schlacht, tötete viele Menschen und machte reiche Beute.
Am Kap Pur-Nawolok, dem Kap der Nebel, wo das Delta der Nördlichen Dwina beginnt, bevor der Fluss sich in eine Vielzahl von Armen verzweigt und 40 km weiter ins Weiße Meer fließt, gründeten Nowgoroder Mönche im 12. Jahrhundert das Erzengel-Michael-Kloster, an das eine Siedlung und eine Anlegestelle für Fischerboote grenzten. Die Gründung des Klosters wird dem Heiligen Johannes, Erzbischof von Nowgorod, zugeschrieben.
Nowgorod, neben Kiew das zweite, nördliche Zentrum der alten Rus', hatte seinen Einflussbereich seit dem 12. Jahrhundert weit nach Norden, bis zur Halbinsel Kola ausgedehnt, doch auch Norwegen erhob Anspruch auf den ertragreichen Pelzhandel und die Steuerhoheit. Eine 1251 getroffene Vereinbarung, die die Steuererhebung regeln sollte, hatte nur kurzzeitig Bestand.
1411 führte der Nowgoroder Jakow Stepanowitsch einen Feldzug gegen Nordnorwegen. Dies scheint der Anfang einer Reihe kriegerischer Auseinandersetzungen zwischen Russen und Norwegern in der ersten Hälfte des 15. Jahrhunderts gewesen zu sein, und 1419 drangen norwegische Schiffe mit 500 Soldaten bis ins Weiße Meer vor. Die murman, wie die Norweger damals genannt wurden (vgl. Murmansk), plünderten zahlreiche russische Siedlungen an der Küste, darunter auch das Erzengel-Michael-Kloster an der Mündung der Nördlichen Dwina.
Letzten Endes gelang es der Republik Nowgorod, ihre Besitztümer gegen Norwegen zu verteidigen, aber 1478 fielen die Nowgoroder Ländereien, und mit ihnen das Erzengel-Michael-Kloster an der Dwina, an das expandierende Großfürstentum Moskau.

### Muscovy Company
1553 entsandte die englische Company of Merchant Adventurers ihre erste Expedition. Die Mystery and Company of Merchant Adventurers for the Discovery of Regions, Dominions, Islands, and Places unknown war 1551 von Sebastian Cabot (dem Sohn des Entdeckers von Neufundland 1497, John Cabot) und einer Gruppe englischer Kaufleute mit dem Ziel gegründet worden, für England eine von Portugal unabhängige Handelsroute nach China und Indien zu finden. Von den drei möglichen Routen – die Nordwestpassage, die Nordostpassage und der Weg über den Nordpol – entschied sich Cabot für die zweite. Am 10. Mai 1553 brachen drei Schiffe von London auf, um unter der Leitung von Admiral Sir Hugh Willoughby und seinem Navigator Richard Chancellor eine Nordostpassage durch das Nordpolarmeer zu finden. Nahe der Lofoten jedoch geriet die kleine Flotte in einen Sturm, und Chancellors Schiff wurde von den anderen beiden Schiffen und Willoughby getrennt.
Willoughby überquerte mit den verbliebenen beiden Schiffen die Barentssee und erreichte Nowaja Semlja. Er verbrachte, auf der Suche nach einer Passage nach Osten, einige Zeit an der Küste und kehrte dann nach Skandinavien zurück. An der Küste in der Nähe von Murmansk wurden seine Schiffe in der Mündung der Warsina von Eis eingeschlossen. Die Expedition war nicht auf die Kälte vorbereitet, und nach einigen Versuchen, Hilfe zu finden, starben Willoughby und seine Männer, möglicherweise den Kältetod. Auch eine Kohlenmonoxidvergiftung kommt als Todesursache in Frage. Im folgenden Jahr fanden russische Fischer die beiden Schiffe mit den Toten.
Richard Chancellor hatte mehr Glück. Er erreichte das Weiße Meer, und am 24. August 1553 ging er in der Nikolski-Mündung der Nördlichen Dwina vor Anker. Mit Booten fuhren sie weiter flussaufwärts und erreichten Cholmogory, das, 119 km von der Mündung des Flusses im Landesinneren gelegen, seit dem 15. Jahrhundert das Handelszentrum der Nowgoroder Kaufleute war.
Die Engländer boten den Russen zum Handel Waren an, diese weigerten sich jedoch, ohne einen Erlass aus Moskau einzuwilligen. Als Zar Iwan IV. von Chancellors Ankunft hörte, lud er ihn nach Moskau ein. Chancellor unternahm die mehr als 1000 km lange Reise durch Eis und Schnee mit dem Schlitten. Er wurde der erste Engländer, der Moskau erblickte. Die Stadt erschien ihm größer als London, wenngleich die meisten Häuser nur aus Holz erbaut waren. Der Palast des Zaren aber war prachtvoll und luxuriös, ebenso die Mahlzeiten, die dieser seinem englischen Gast anbot.
Zar Iwan IV. freute sich über die Ankunft Chancellors und die Möglichkeit, einen unmittelbaren Handel ohne Zwischenhändler mit England beginnen zu können. Das Zarenreich Russland hatte damals nur einen begrenzten Zugang zur Ostsee, und die Hanse beherrschte den Handel zwischen Russland und Mittel- und Westeuropa. Als Chancellor im März 1554 nach England zurückkehrte, brachte er Briefe des Zaren mit, die die englischen Kaufleute, aber auch Geologen und andere Handwerker einluden und Handelsprivilegien versprachen.
Die Engländer betrachteten Chancellors Reise als die Entdeckung eines neuen Landes, welche der Entdeckung Amerikas gleichkomme. Am 26. Februar 1555 erhielt die Company of Merchant Adventurers, nun als Muscovy Company (Moskauer Gesellschaft), von Königin Mary I. Tudor das Monopol auf den englisch-russischen Handel und entsandte noch im selben Jahr Richard Chancellor als ihren Vertreter zu einer neuen Expedition in das Weiße Meer. Vom Zaren wurde er erneut herzlich empfangen. Iwan IV. wies die russischen Händler an, mit den Engländern Handel zu treiben. Am 20. Juli 1556 brach Chancellor gemeinsam mit dem ersten russischen Botschafter für England, Ossip Gregorewitsch Nepeja aus Wologda, und zehn Kaufleuten aus Cholmogory vom Sankt-Nikolaus-Hafen (dem heutigen Sewerodwinsk) nach England auf.
Vor der schottischen Küste, schon auf der Fahrt Richtung London, geriet Chancellors Schiff jedoch in einen Sturm. Chancellor ertrank im Meer, doch Nepeja erreichte die Küste, wo er von den Schotten einige Monate lang als Geisel gefangen gehalten wurde, bevor er weiter nach London reisen konnte. Er traf in London ein und wurde dort feierlich und in allen Ehren empfangen. Im April 1557 wurde eine Erklärung verabschiedet, die die freundschaftliche Beziehung zwischen England und Russland zum Inhalt hatte. Eine zwischenstaatliche Handelsvereinbarung gab englischen Kaufleuten das Recht zu zollfreiem Handel in Russland und russischen Kaufleuten das Recht zu zollfreiem Handel in England. Im Mai 1557 kehrte Ossip Nepeja in Begleitung von englischen Handwerkern nach Moskau zurück.
In den folgenden Jahren liefen jeweils im Frühjahr die Handelsflottillen der Engländer in der Dwina-Mündung ein. Im Herbst stachen sie, nun mit Waren beladen, erneut in See. Die Engländer brachten Tuch, Zucker, Gewürze, Edelsteine, Waffen, Munition und Waren aus dem Mittelmeerraum nach Russland; und sie kauften Felle, Leder, Wachs, Hanf, Teer, Getreide, Kerzen und Holz. Mit der Zeit verwandelte sich die Anlegestelle für Fischerboote am Erzengel-Michael-Kloster zuerst in einen Stützpunkt der Moskauer Gesellschaft, die sich dem Handel mit den englischen Kaufleuten widmete. Bald jedoch kamen Kaufleute aus allen europäischen Ländern und vielen russischen Städten, und gewaltige Mengen Waren wurden hier umgeschlagen.

Darstellung der Region und des Holzhandels um Archangel auf einem Kupferstich von 1740

Die Moskauer Gesellschaft existierte über 300 Jahre lang bis zum Anfang des 20. Jahrhunderts. Bis 1819 hatten die Agenten der Gesellschaft gleichzeitig den Rang englischer Konsuln in Archangelsk inne. 1991 wurde eine Straße in Sewerodwinsk nach Richard Chancellor benannt; ein Gedenkstein ihm zu Ehren wurde 1998 auf der Insel Jagry errichtet.

### Nowocholmogory
In den Jahren 1583–1584 errichteten die Heerführer Pjotr Afanassjewitsch Naschtschokin und Zaleschanin Nikiforow Wolochow auf Erlass des Zaren Iwan IV. eine hölzerne Festung um das Erzengel-Michael-Kloster und die Siedlung der Fischer und Kaufleute am Kap Pur-Nawolok. Als Datum der Gründung wird der 4. März 1583 angenommen – die heutige Stadt Archangelsk jedoch feiert als ihr Gründungsjahr das Jahr der Fertigstellung der Befestigungen: 1584. Ursprünglich hieß die Festung die Neue Stadt, Neue Cholmogorer Stadt (russ. Новый Холмогорский город) oder Nowocholmogory (Новохолмогоры), nach dem damaligen Handelsmittelpunkt Cholmogory, der jedoch bald an Wichtigkeit verlor und heute nur noch ein kleiner Ort mit unter 5000 Einwohnern ist. Mit der Gründung von Archangelsk entwickelte sich der Handel dennoch nur langsam, weil die Hochseeschifffahrt im Weißen Meer klimatisch begrenzt wird: der Hafen friert im Winterhalbjahr zu. Zudem unterstützte die zaristische Regierung den Bau von Handelsschiffen nicht. Seit 1613 dann erhielt die neue Stadt an der Dwinamündung ihren heutigen Namen: die Erzengelstadt (Архангельский город). 1667 zerstörte ein Brand die überwiegend aus Holzbauwerken bestehende Stadt, die daraufhin fast vollständig neu aufgebaut werden musste.

### Zeit des Kaiserreichs

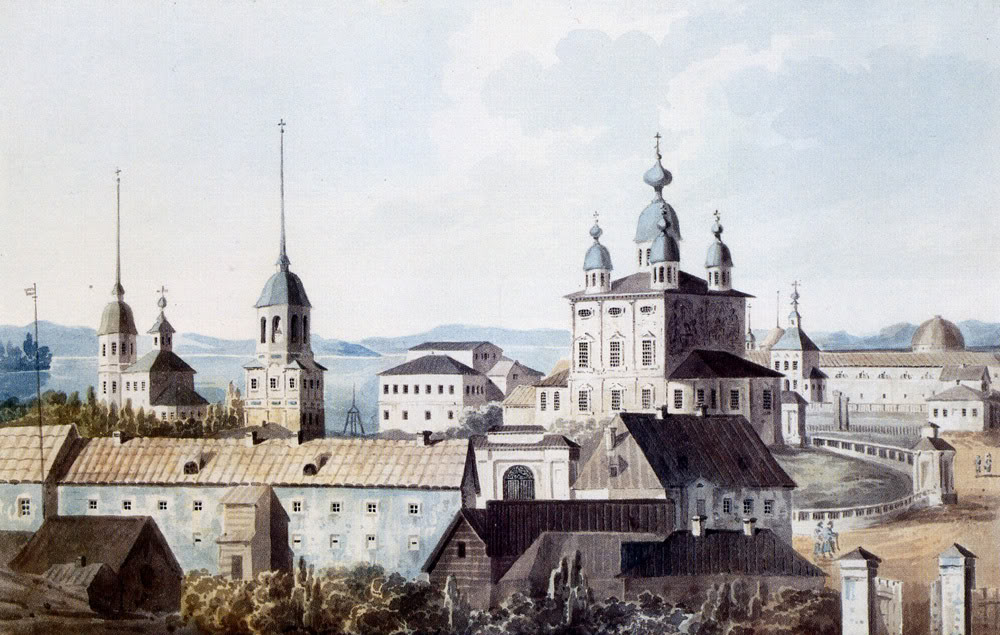
Dreifaltigkeitskathedrale Archangelsk, 1826

1693 traf der junge Zar Peter I., genannt Peter der Große, in Archangelsk ein. Er verlegte die Werft auf die Insel Solombala und gründete dort eine Admiralität als Grundlage für eine russische Kriegsmarine und Handelsflotte. Das erste Schiff, das Handelsschiff Sankt Paul, lief im Juni 1694 vom Stapel. Im selben Jahr kehrte Peter I. nach Archangelsk zurück und erließ ein Handelsmonopol für die wichtigsten Exportgüter, das bis 1719 anhielt.
Kriegsoperationen der schwedischen Flotte auf dem Weißen Meer zwangen Peter I. dazu, die Stadt weiter zu befestigen. 1701 begann auf seinen Befehl der Bau der Festung Nowodwinsk. Am 25. und 26. Juni 1701 hielt die Festung bereits dem ersten schwedischen Angriff beim Angriff auf Archangelsk stand. Dies war Russlands erster Sieg über Schweden. Die Festung Nowodwinsk wurde innerhalb von vier Jahren errichtet. Das aus dieser Zeit stammende barocke Dekor der Tore ist bis heute erhalten.
1702 verlegte Peter I. die Verwaltung des Pomorengebiets von Cholmogory nach Archangelsk, und seit dem 18. Dezember 1708 war Archangelsk Hauptstadt des Gouvernements Archangelgorod (Provinz der Stadt Archangelsk), einer von acht Provinzen, in die der russische Staat damals aufgeteilt war.

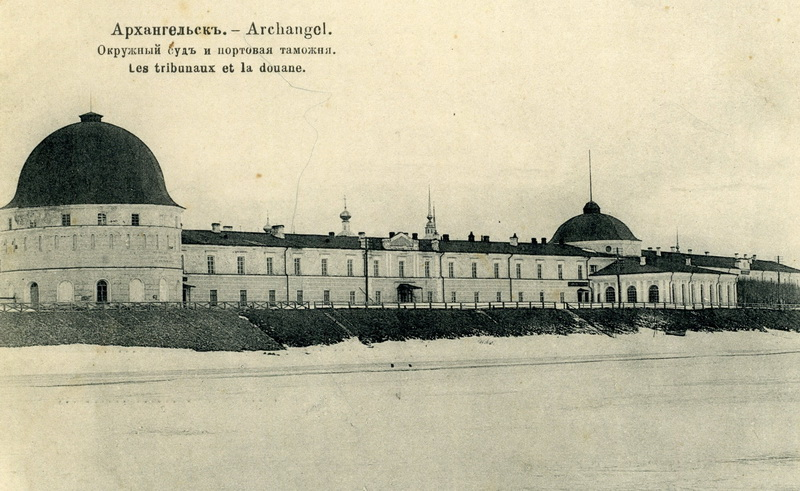
Gostiny Dwor zu Anfang des 20. Jahrhunderts

Nach der Gründung Sankt Petersburgs am 16. Mai 1703, und insbesondere nachdem es 1712 neue Hauptstadt wurde, verlor Archangelsk allmählich seine überragende Bedeutung als Außenhandelshafen. Bei der ersten gesamtrussischen Volkszählung von 1897 wurde für Archangelsk, das damals Zentrum des Gouvernements Archangelsk war, eine Bevölkerungszahl von 20.882 ermittelt.
1916 verlor die Stadt nach der verheerenden Explosionskatastrophe des Munitionsschiffs Baron Driesen (siehe auch Artikel: Earl of Forfar) am 9. November 1916 ihre Bedeutung als Nordmeerhafen, da mittlerweile mit Murmansk ein weiterer eisfreier Hafen mit Schienenanbindung nutzbar geworden war. Diese Katastrophe forderte nach offiziellen Angaben 650 Tote und 839 Verwundete. Inoffiziell wird jedoch von über 2000 Toten ausgegangen. Dabei wurde der Stadtteil Bakaritsa völlig zerstört. Ein weiteres Explosionsunglück durch den Dampfer Tscheljuskin am 13. Januar 1917 im Vorhafen Ekonomija mit offiziellen 284 Toten und 229 Vermissten beschleunigte den Niedergang des Hafens von Archangelsk während des Ersten Weltkriegs.

### Nach der Oktoberrevolution
Im August 1918 landeten britische und französische Truppen im Zuge der antibolschewistischen Intervention der Entente im Russischen Bürgerkrieg an der Dwinamündung und besetzten Archangelsk. Der britische General Frederick Poole kommandierte die Streitmacht. Sie wurden durch ein US-Kontingent von 5000 Mann der Polar Bear Expedition verstärkt. Erst 1920 gelang es der Roten Armee, die Stadt zurückzuerobern.
Es gab in der Anfangszeit der Sowjetunion Bestrebungen, den Namen der Stadt wegen seines christlichen Bezugs zu ändern. Sie blieben allerdings ohne Erfolg.
Nach der Auflösung des Gouvernements Archangelsk im Jahr 1929 war Archangelsk bis 1936 Hauptstadt des Nördlichen Krai und 1936/37 der Nördlichen Oblast. 1937 wurde die bis heute bestehende Oblast Archangelsk gebildet.
Im Zweiten Weltkrieg war Archangelsk der nördliche Endpunkt der AA-Linie und damit das Endziel für die deutsche Wehrmacht (Heeresgruppe Nord), welches jedoch nicht erreicht werden konnte. Während des Deutsch-Sowjetischen Krieges 1941 bis 1945 diente der Archangelsker Hafen als wichtiger Nachschubhafen für die Nordmeergeleitzüge, über den die USA gemäß dem Leih- und Pachtgesetz Kriegsgüter und Lebensmittel an die Sowjetunion lieferten.
In der Stadt bestand das Kriegsgefangenenlager 211 für deutsche Kriegsgefangene des Zweiten Weltkriegs.

## Bevölkerungsentwicklung
In Archangelsk lebten am 1. Januar 2010 laut Berechnungen des Staatlichen Statistikamtes der Russischen Föderation 348.399 Einwohner. Somit belegt Archangelsk den Platz 50 unter den größten Städten Russlands. Die Bevölkerungsstruktur ist ethnisch sehr homogen. Bei der allrussischen Volkszählung von 2002 wurde der Anteil ethnischer Russen an der Oblastbevölkerung mit 94,2 % (einschließlich 0,5 % Pomoren) berechnet. Ukrainer stellen daneben mit 2,1 % die größte nationale Minderheit dar. Zu den weiteren vertretenen Nationalitäten gehören unter anderem Belarussen (0,8 %), Nenzen (0,6 %) und Komi (0,4 %). Die Mehrheit der Bevölkerung bekennt sich zum russisch-orthodoxen Glauben.
Die nachfolgende Tabelle  stellt die Entwicklungen der Einwohnerzahlen Archangelsks von 1678 bis heute dar. Auffallend ist hierbei ein starker Anstieg ab der zweiten Hälfte des 19. Jahrhunderts. Die Ursachen hierfür liegen vor allem in der Industrialisierung im späten 19. und frühen 20. Jahrhundert. Einen besonders starken Bevölkerungsanstieg verzeichnete die Stadt Anfang der 1930er Jahre, als Folge der Zwangskollektivierung und der daraus resultierenden Landflucht in der Sowjetunion. Die größte Bevölkerungszahl erreichte Archangelsk im Jahr 1989 mit 415.921 Einwohnern. Mit der Wirtschaftskrise zum Beginn der 1990er Jahre sank die Einwohnerzahl stetig ab.
| 000Jahr000 | Einwohner |
| ---------- | --------- |
| [00]1678   | 000.465   |
| [00]1782   | 012.100   |
| 1811       | 011.000   |
| 1840       | 009.600   |
| 1856       | 015.200   |
| 1863       | 020.200   |
| *1897*     | 020.882   |
| 1914       | 036.900   |
| 1923       | 053.300   |
| 1926       | 075.500   |
| 1931       | 128.600   |

| 000Jahr000 | Einwohner |
| ---------- | --------- |
| *1939*     | 251.000   |
| 1956       | 238.000   |
| *1959*     | 256.309   |
| 1962       | 276.000   |
| 1967       | 310.000   |
| *1970*     | 342.590   |
| 1973       | 362.000   |
| 1976       | 371.000   |
| *1979*     | 385.028   |
| 1982       | 395.000   |
| 1986       | 412.000   |

| 000Jahr000 | Einwohner |
| ---------- | --------- |
| *1989*     | 415.921   |
| 1992       | 369.100   |
| 1996       | 372.100   |
| 1998       | 367.900   |
| 2000       | 361.800   |
| *2002*     | 356.051   |
| 2005       | 351.600   |
| 2006       | 349.800   |
| 2007       | 348.600   |
| 2008       | 348.700   |
| 2010       | 348.783   |

(*) Daten der Allsowjetischen und Allrussischen Volkszählungen.

## Politik

### Heraldik

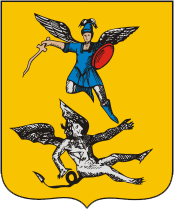
Erstes Stadtwappen von 1771

Archangelsk hat, im Gegensatz zu vielen anderen russischen Städten, keine Stadtflagge. Einziges heraldisches Symbol ist das Stadtwappen.
Das Archangelsker Stadtwappen wurde am 2. Oktober 1780 offiziell eingeführt. Es zeigt die Bezwingung des Satans durch den Erzengel Michael. Dargestellt ist der fliegende Erzengel in blauem Gewand mit Schwert und Schild, der auf einen schwarzen Teufel stürzt. Ähnlich ist das Wappen der gleichnamigen Oblast. 
Die Darstellung des auf den Teufel treffenden Erzengel Michael fand bereits zu Beginn des 18. Jahrhunderts als Regimentsbanner im Gouvernement Archangelgorod (ab 1780 Gouvernement Archangelsk) Verwendung. Während der Herrschaft Peters des Großen wurde zu dieser Zeit eine Berufsarmee eingeführt. Die in den verschiedenen Gouvernementen und Provinzen stationierten Armee-Regimenter sollten dabei die Embleme der jeweiligen Stadt tragen. Da jedoch die meisten russischen Städte zu dieser Zeit keine Wappen besaßen, wurden neue Embleme geschaffen. In einem Notizbuch Peters des Großen aus dem Jahr 1701 findet sich eine erste Bleistiftskizze des Archangelsker Banners. Ob die Idee für das Banner allerdings von Peter dem Großen selbst stammt, ist unklar. Vermutet wird, dass das 1712 erstmals verwendete Banner des Archangelsker Regimentes vom italienischen Wappenkünstler Graf Francesco Santi (1683–1768) kreiert wurde. Diese ursprüngliche Version zeigte den Erzengel als Reiter auf einem Pferd. 1730 wurde das Banner geändert, und die Darstellung erfolgte fortan ohne Pferd. Im Zuge der Verwaltungsreform Katharinas der Großen 1780, die vorsah, dass jede Stadt ein Stadtwappen tragen solle, wurde das Regimentsbanner als Stadtwappen übernommen.
Da zu Zeiten der Sowjetunion religiöse Themen auf offiziellen Symbolen nicht erlaubt waren, zeigte das Wappen zu dieser Zeit lediglich ein Schiff. Das Motiv sollte Archangelsk als wichtigen Seehafen darstellen. Im Oktober 1989 beschloss der Archangelsker Stadtrat, das ursprüngliche Wappen wieder einzuführen. Die historische Version des Wappens von 1780 wurde hierbei bis auf kleinere Veränderungen übernommen.

### Verwaltung

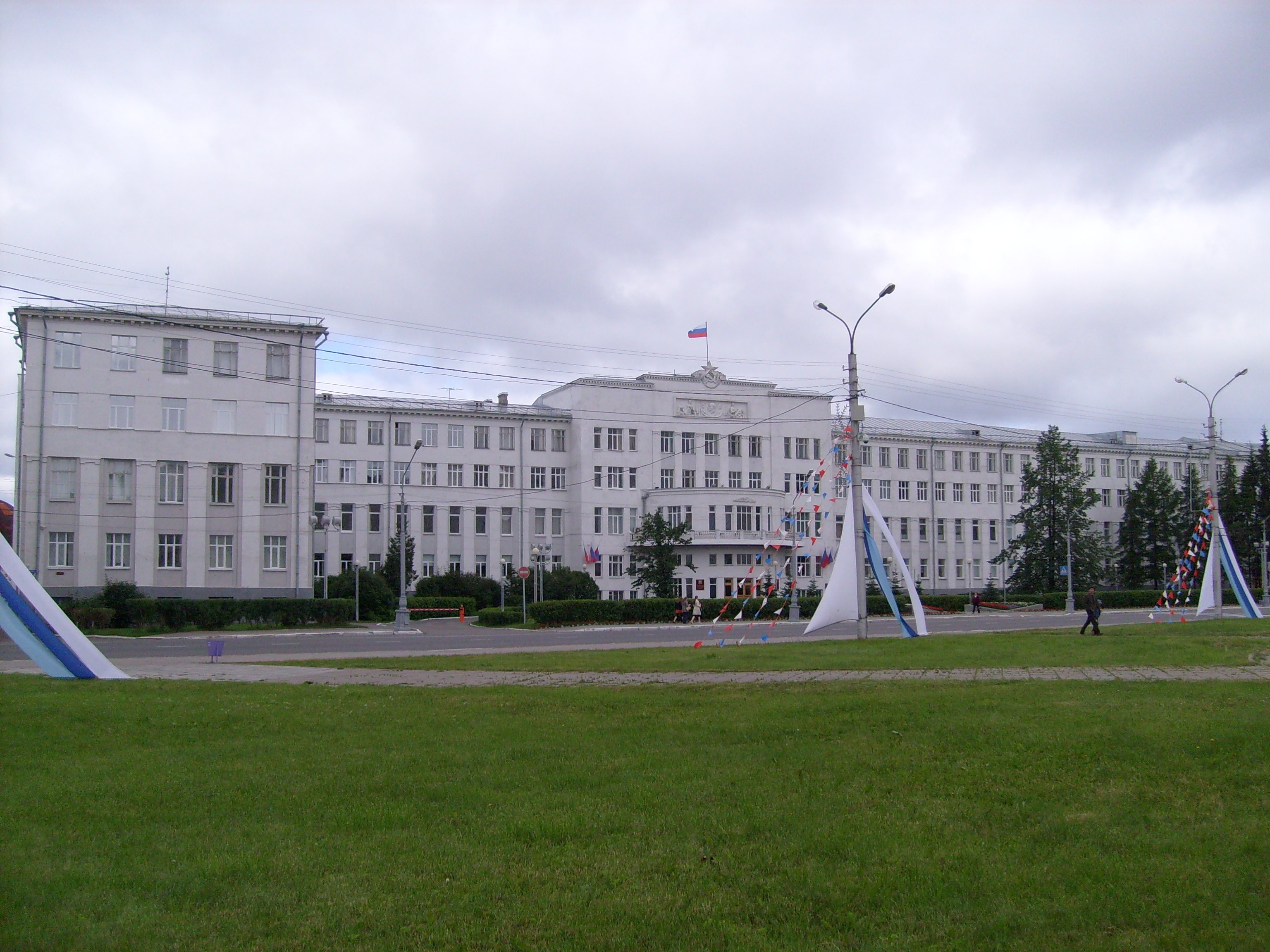
Das Verwaltungsgebäude der Oblast Archangelsk

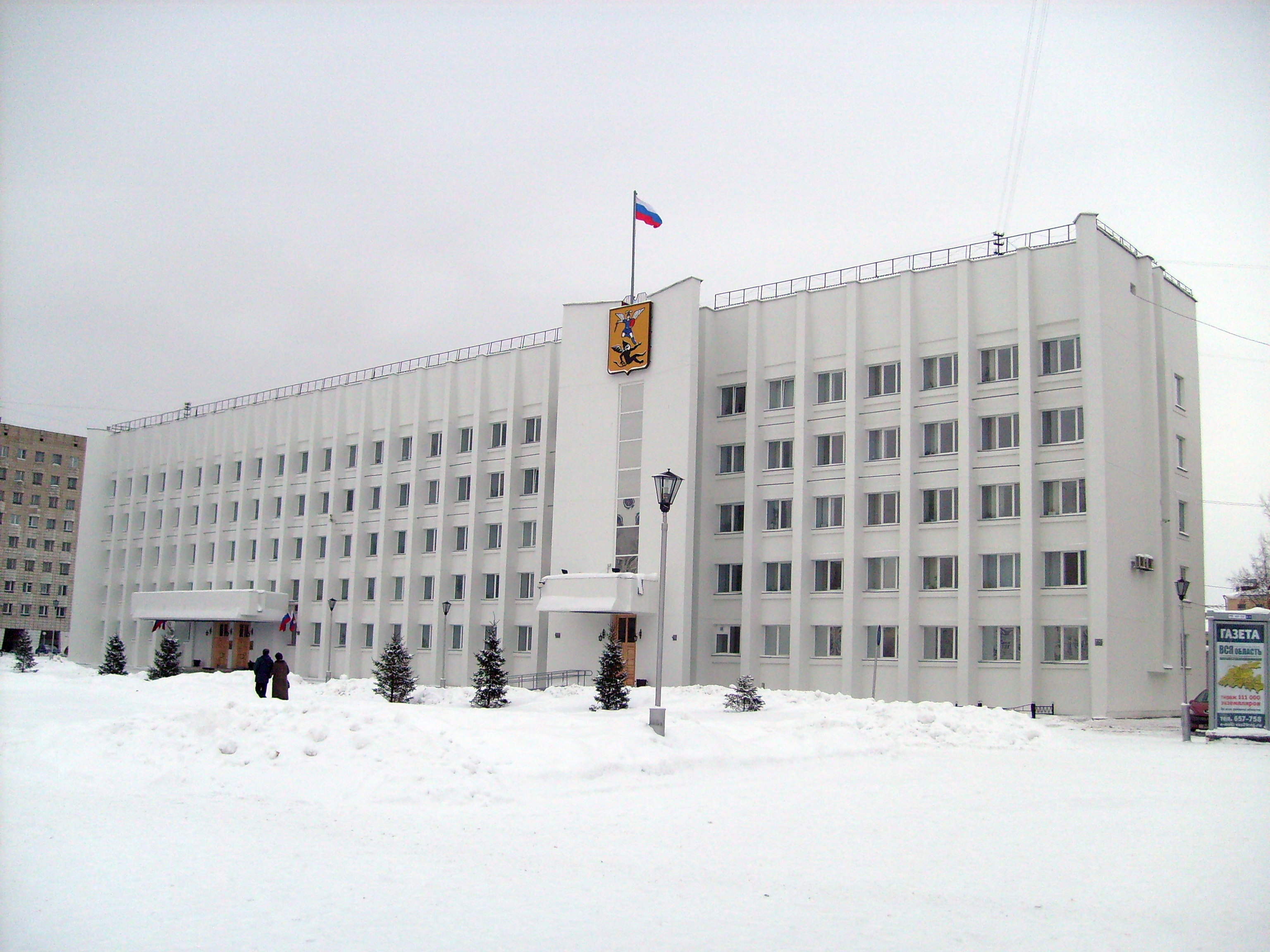
Das Gebäude des Stadtrates im Zentrum der Stadt

Die Stadt Archangelsk ist Verwaltungssitz der Oblast Archangelsk und bildet innerhalb dieser Oblast einen eigenen Stadtkreis (russ. Городской округ, Gorodskoi okrug). Der Stadtkreis Archangelsk ist eine eigenständige Verwaltungseinheit – entspricht etwa dem Landkreis in Deutschland – die dem Rajon gleichgestellt ist. Zum Stadtkreis Archangelsk gehören neben dem Verwaltungszentrum Archangelsk auch die Siedlungen Bory, Lesnaja Retschka, Nowy Turdejewsk, Turdejewsk und Talaschski Awiagorodok.
Die Stadtverwaltung Archangelsks besteht aus dem Bürgermeisteramt (russ. мэрия, merija). Dieses nimmt die Funktion der Exekutive, innerhalb der lokalen Selbstverwaltung der Stadt, war. An der Spitze des Bürgermeisteramtes steht der Bürgermeister (russ. мэр; mer). Dieser ist politisches Oberhaupt des Stadtkreises und wird von dessen Einwohnern, in Kommunalwahlen, alle vier Jahre direkt gewählt. Seit November 2020 ist Dmitri Alexandrowitsch Morjew der Bürgermeister.
Die Legislative wird vom Stadtsowjet (Городской Совет, russ. Gorodskoi Sowjet) gestellt. Der Stadtrat ist das Repräsentativorgan der Stadt und wird ebenfalls, wie der Bürgermeister, alle vier Jahre in Kommunalwahlen direkt gewählt. Er besteht aus 30 Abgeordneten und überwacht die Funktion des Bürgermeisters. Ein Rechnungshof (russ. контрольно-счетная палата, kontrolno-stschetnaja palata) hat die Kontrollfunktion über das Handeln des Stadtrates inne.
Die Stadt Archangelsk ist zudem Verwaltungssitz des, den Stadtkreis umgebenden, Rajon Primorsk.

### Partnerstädte
Archangelsk unterhält Städtepartnerschaften zu folgenden elf ausländischen Städten:
- Portland (USA), seit 18. November 1988
- Vardø (Norwegen), seit 23. Februar 1989
- Stolp/Słupsk (Polen), seit 26. Juni 1989
- Emden (Deutschland), seit 22. November 1989 (unterbrochen seit März 2022)[25]
- Mülhausen (Frankreich), seit 13. März 1992
- Oulu (Finnland), seit 3. Juni 1993
- Piräus (Griechenland), seit 28. Februar 1995
- Kiruna (Schweden), seit 9. August 1999
- Ljusdal (Schweden), seit 27. Oktober 2004
- Sochumi (Abchasien/Georgien), seit 5. Juni 2011
- Aschdod (Israel), seit 25. Juni 2012

Die Städtepartnerschaft mit Emden betrifft vor allem den kulturellen und sozialen Bereich. So finden unter anderem Schüler- und Studentenaustausche sowie Austausche zwischen Rettungsdiensten und Krankenhäusern statt. Seit 1993 gibt es zudem eine Kooperation zwischen der Fachhochschule Ostfriesland und der Pomorischen Staatlichen Universität sowie der Staatlichen Technischen Universität Archangelsk.

## Wirtschaft und Verkehr

### Wirtschaft
Die Wirtschaft wird wesentlich bestimmt durch den Hafen. Auch Papiermühlen befinden sich in Archangelsk. Außerdem befindet sich am Ufer der Kusnetschicha das Kraftwerk Archangelsk, das die Stadt mit Strom und Fernwärme versorgt.
BelKomUrF
In den 1990er Jahren begannen die Planungen für das Projekt BelKomUr (Beloje More (Weißes Meer) – Komi – Ural), dessen Ziel der Bau einer neuen Transportmagistrale von Archangelsk über Syktywkar und Kudymkar bis nach Perm ist. Hierzu soll die im Bau befindliche Eisenbahnstrecke Archangelsk – Syktywkar – Gainy – Solikamsk verlängert werden. Die neue, 1252 km lange Magistrale soll die Güterzugwege vom Ural an die Häfen des Weißen Meeres um etwa 800 km verkürzen und gleichzeitig bisher wenig zugängliche Gebiete erschließen. Auf der Strecke würden vor allem Holz, Kohle, Bodenschätze, Metallprodukte und Erdölprodukte von Nordwestrussland, dem Ural, Sibirien und Staaten Mittelasiens transportiert werden. Das Projekt schließt den Bau eines Tiefwasserhafens in Archangelsk mit ein, welcher den Sankt Petersburger Hafen entlasten soll. Der Tiefseehafen soll einen jährlichen Frachtumsatz von 28. Mio. Tonnen haben und Schiffe mit einer Tragfähigkeit von 75.000 Tonnen abfertigen können. Im Rahmen eines Entwicklungsprogrammes sollen, zur vollen Auslastung des Hafens, Schüttgüter aus dem Solikamsker-Transportknoten über Archangelsk transportiert werden. Das 330 Milliarden Rubel (8,25 Milliarden Euro) teure Projekt ist Teil der Entwicklungsstrategie der Russischen Eisenbahn bis 2030 und soll als öffentlich-private Partnerschaft größtenteils privat finanziert werden.
Zur Umsetzung des Projektes wurde 1996 die interregionale Betreibergesellschaft BelKomUr gegründet. Anteilseigener sind die Russische Föderation, die Oblast Archangelsk, die Republik Komi, die Region Perm sowie einiger größere Unternehmen dieser Regionen. Im Jahr 2009 wurde BelKomUr vom russischen Verkehrsministerium genehmigt. Die Verwirklichung von BelKomUr scheiterte bisher jedoch wegen fehlenden Investitionen. Zudem zweifeln einige Experten, ob das angestrebte Frachtvolumen erreicht und somit das Projekt rentabel wird.

### Verkehr

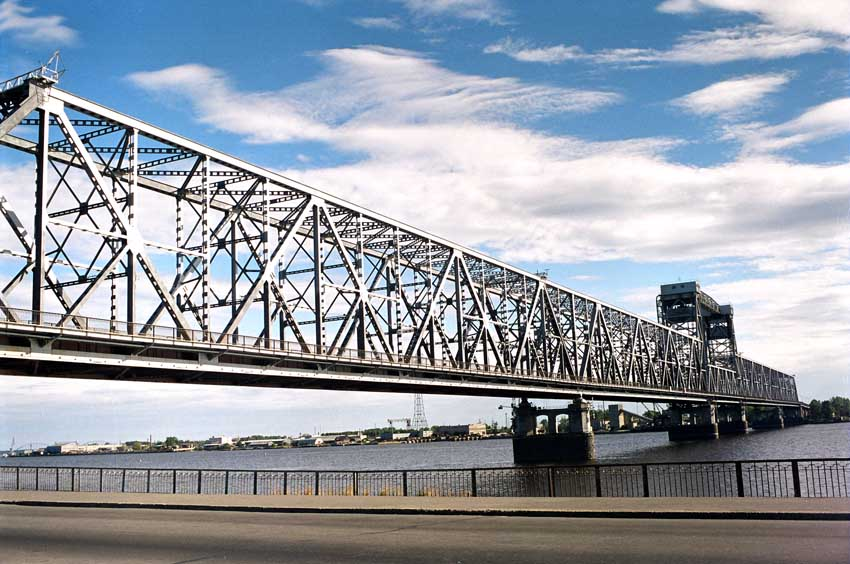
Sewerodwinsker Brücke

Die Stadt liegt an der Fernstraße M8, die von Moskau ausgehend über Wologda, Jaroslawl und Archangelsk bis nach Sewerodwinsk verläuft. Die M8 ist zugleich die einzige Fernstraßenverbindung zwischen Zentralrussland und Archangelsk. Das auf Flussinseln gelegene Stadtgebiet von Archangelsk ist durch mehrere Auto- und Eisenbahnbrücken verbunden. Die drei Kilometer lange Krasnoflotski-Brücke (Краснофлотский мост) und die 800 Meter lange Sewerodwinsker Brücke (Северодвинский мост), die über die Nördliche Dwina führen, sind Hubbrücken. Sie werden nachts für den Schiffsverkehr geöffnet.

#### Schienenverkehr
Archangelsk ist an das Streckennetz der Sewernaja schelesnaja doroga („Nordeisenbahn“) angeschlossen. Die erste Eisenbahnanbindung erhielt die Stadt im Jahr 1897 durch den Bau einer 634 km langen Schmalspurstrecke von Wologda bis zum Bahnhof Archangelsk-Hafen (Архангельск-пристань).

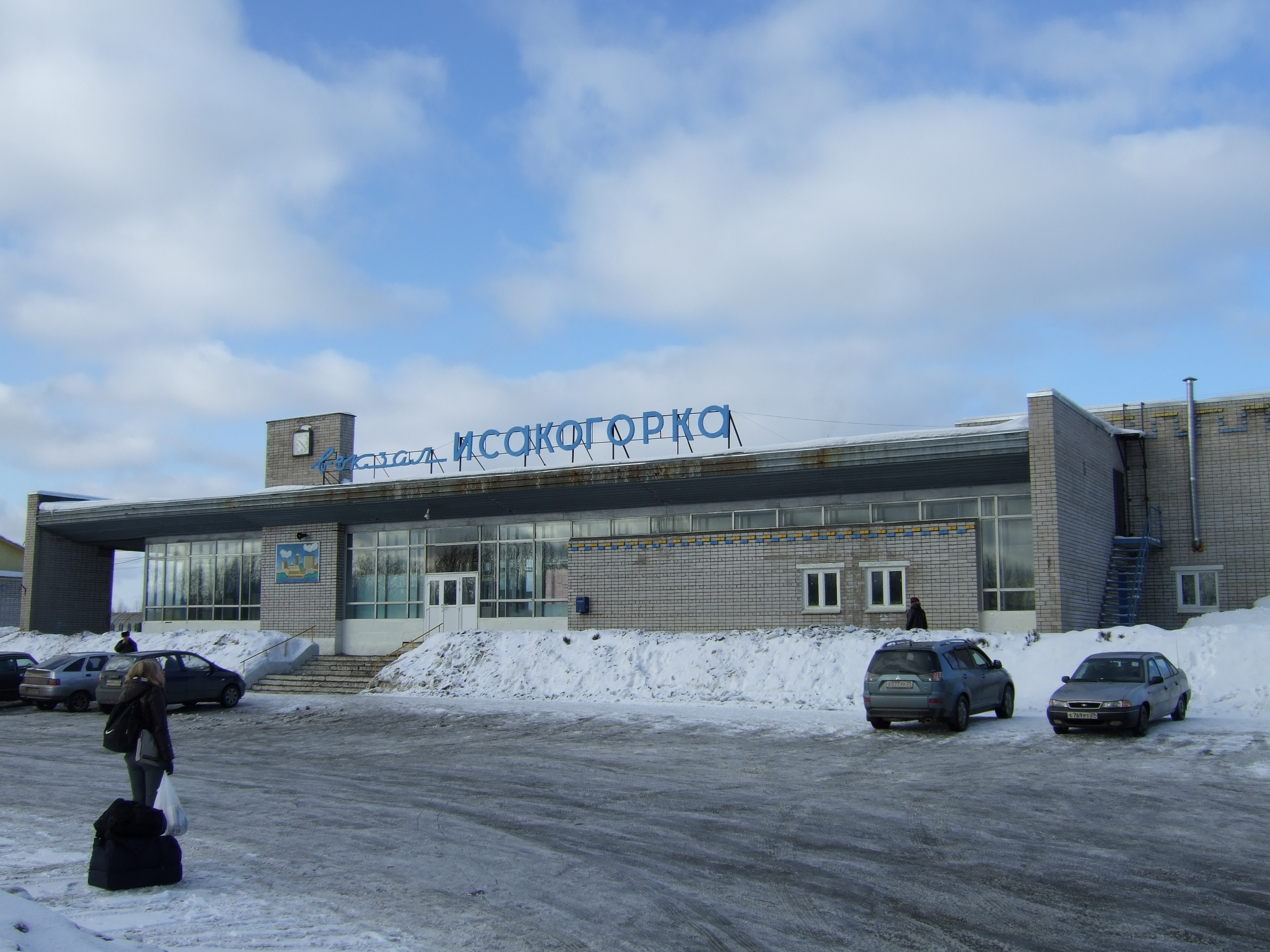
Bahnhof Issakogorka

Infolge dieser Erweiterung der – von Moskau ausgehenden – bestehenden Bahnstrecke nach Wologda wurde Archangelsk zum Endpunkt der wichtigen, 1132 km langen, Nord-Süd-Verbindung von Moskau ans Weiße Meer. Die Schmalspurstrecke wurde bis 1916 auf Breitspur umgebaut und in den 1980er und 1990er Jahren schrittweise elektrifiziert. Bis heute ist der letzte etwa 130 km lange Streckenteilabschnitt von Oboserski nach Archangelsk nicht elektrifiziert; dort werden Diesellokomotiven eingesetzt. Vor der Fertigstellung der Sewerodwinsker Brücke (Северодвинский мост) im Jahr 1964 war der südlich von Archangelsk gelegene Bahnhof Issakogorka der einzige Fernverkehrsbahnhof der Stadt. Mit dem Bau der Eisenbahnbrücke wurde das Stadtzentrum an die Bahnstrecke angeschlossen und 1965 wurde der Hauptbahnhof von Archangelsk (Archangelsk-Gorod) als weiterer Fernverkehrsbahnhof eröffnet. 
Neben den beiden Fernverkehrsbahnhöfen gibt es in Archangelsk, mit Bakariza (Бакарица) und Scharowicha (Жаровиха) noch zwei weitere Güterbahnhöfe. Von 1969 bis 1975 wurde eine Eisenbahnstrecke nach Karpogory gebaut. Bereits zu Zeiten der Sowjetunion wurde geplant, die Strecke von Karpogory aus bis nach Wendinga (in der Republik Komi) zu verlängern, um so eine Magistrale vom Ural über Komi bis nach Archangelsk zu schaffen. Der Plan wurde aus finanziellen Gründen nicht verwirklicht.
Heute bestehen vom Hauptbahnhof und Issakogorka aus tägliche Zugverbindungen in Richtung Konoscha – Wologda – Jaroslawl – Moskau sowie Konoscha – Wologda – Tscherepowez – Sankt Petersburg. Daneben gibt es tägliche Direktverbindungen nach Kotlas, Karpogory, Maloschuika, Njandoma und Onega sowie alle zwei Tage nach Murmansk. Des Weiteren bestehen saisonale Fernverbindungen nach Adler, Anapa, Jewpatorija, Mineralnyje Wody, Noworossijsk und Stawropol.

#### Schifffahrt

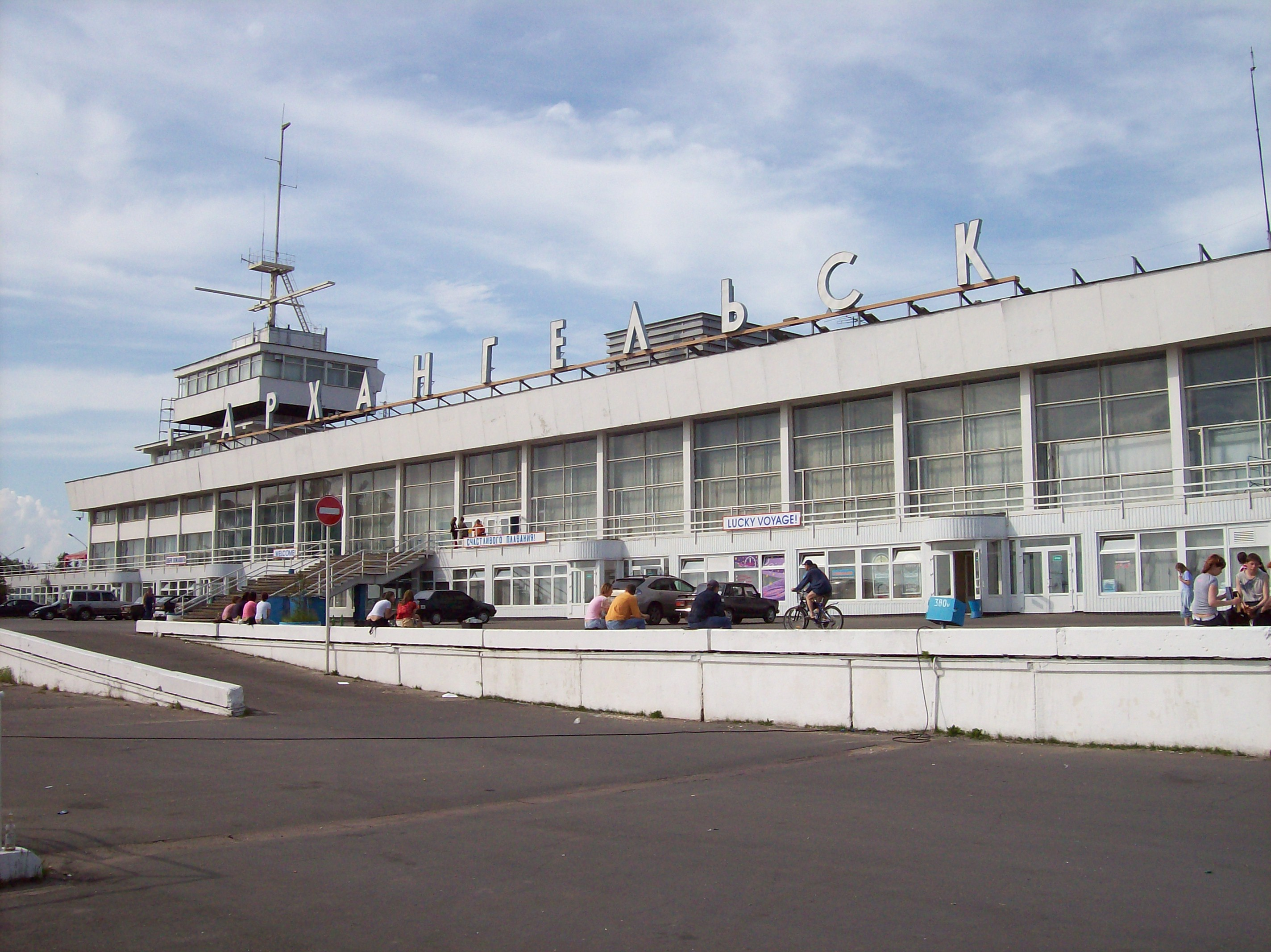
Der Fährhafen im Zentrum der Stadt

Wegen seiner Lage an der Nördlichen Dwina, die Zentralrussland mit dem Weißen Meer verbindet, war Archangelsk bis zur Gründung Sankt Petersburgs der bedeutendste Handelshafen Russlands. Auch heute ist der See-Handelshafen (Морской торговый порт) mit einem Güterumschlag von 4,5 Millionen Tonnen einer der wichtigsten Häfen Nordwestrusslands und stellt eine wichtige Verknüpfung zwischen Seeschifffahrt, Binnenschifffahrt und Eisenbahn her. Während in den Jahren 1960 bis 1990 Holzprodukte noch etwa die Hälfte der Güterumschlages ausmachten, setzte sich der Güterumschlag im Jahr 2009 zu 37,4 % aus Metallen, 18,6 % aus Kohle, 14,4 % aus Containern, 9,7 % aus Holzprodukten, Papier und Zellstoff sowie zu 15,3 % aus anderen Gütern zusammen. Der Handelshafen besteht aus den drei Anlegestellen Ekonomija (Экономия) im Norden, sowie Lewy Bereg (Левый берег) und Bakariza (Бакарица) im Süden der Stadt. Die Anlegestellen sind jeweils über Bahnhöfe oder Haltepunkte mit dem Eisenbahn-Schienennetz verbunden. Eisbrecher halten von Dezember bis April eine Fahrrinne auf der Dwina frei, um Schiffsverkehr zu ermöglichen.
Der Fährhafen (Морской-Речной Вокзал) befindet sich im Zentrum der Stadt. Er ist ein Passagierhafen für Binnenschiffe und Seeschiffe. Der Hafen dient dem Transport zu den bewohnten Flussinseln im Dwinadelta und ist ein Ausgangspunkt für touristische Ziele wie beispielsweise die Solowezki-Inseln.

#### Flugverkehr

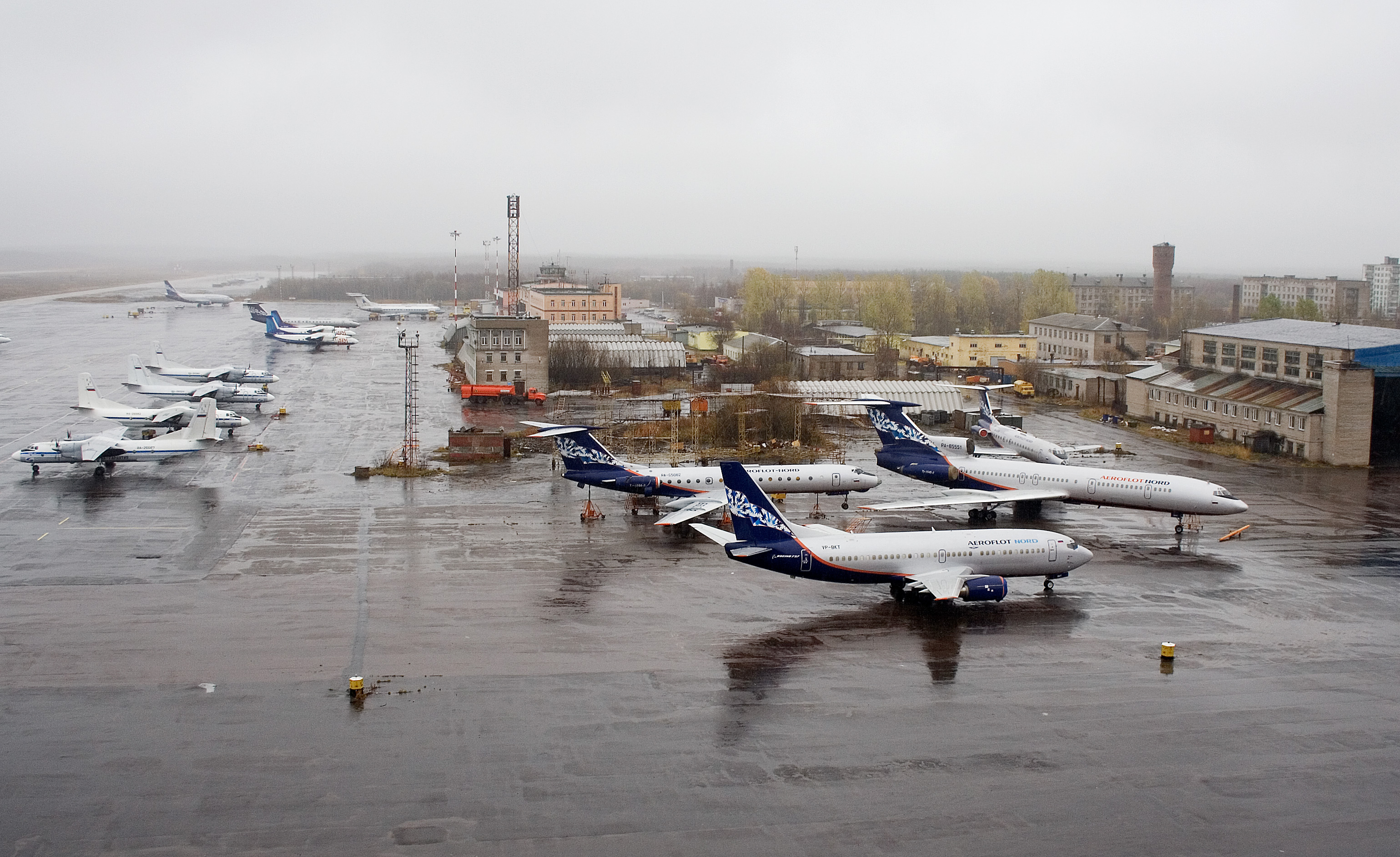
Flughafen Talagi

Archangelsk besitzt zwei Flughäfen, welche beide außerhalb des Stadtgebietes liegen. Der 1963 eröffnete internationale Flughafen Talagi befindet sich etwa elf Kilometer nordöstlich des Stadtzentrums. Talagi ist Sitz der russischen Fluggesellschaft Nordavia, welche bis zum Jahr 2009 ein Tochterunternehmen von Aeroflot war. Von Talagi aus werden neben einigen internationalen Flügen nach Helsinki, Riga, Tromsø und Antalya vor allem Inlandsflüge abgewickelt. Der 1981 gegründete kleinere Binnenflughafen Waskowo befindet sich etwa zwölf Kilometer südlich des Stadtzentrums. Waskowo bedient vor allem regionale Ziele innerhalb der Oblast Archangelsk sowie des Autonomen Kreises der Nenzen, die durch kleinere Flugzeuge und Helikopter angeflogen werden.

#### Öffentlicher Personennahverkehr

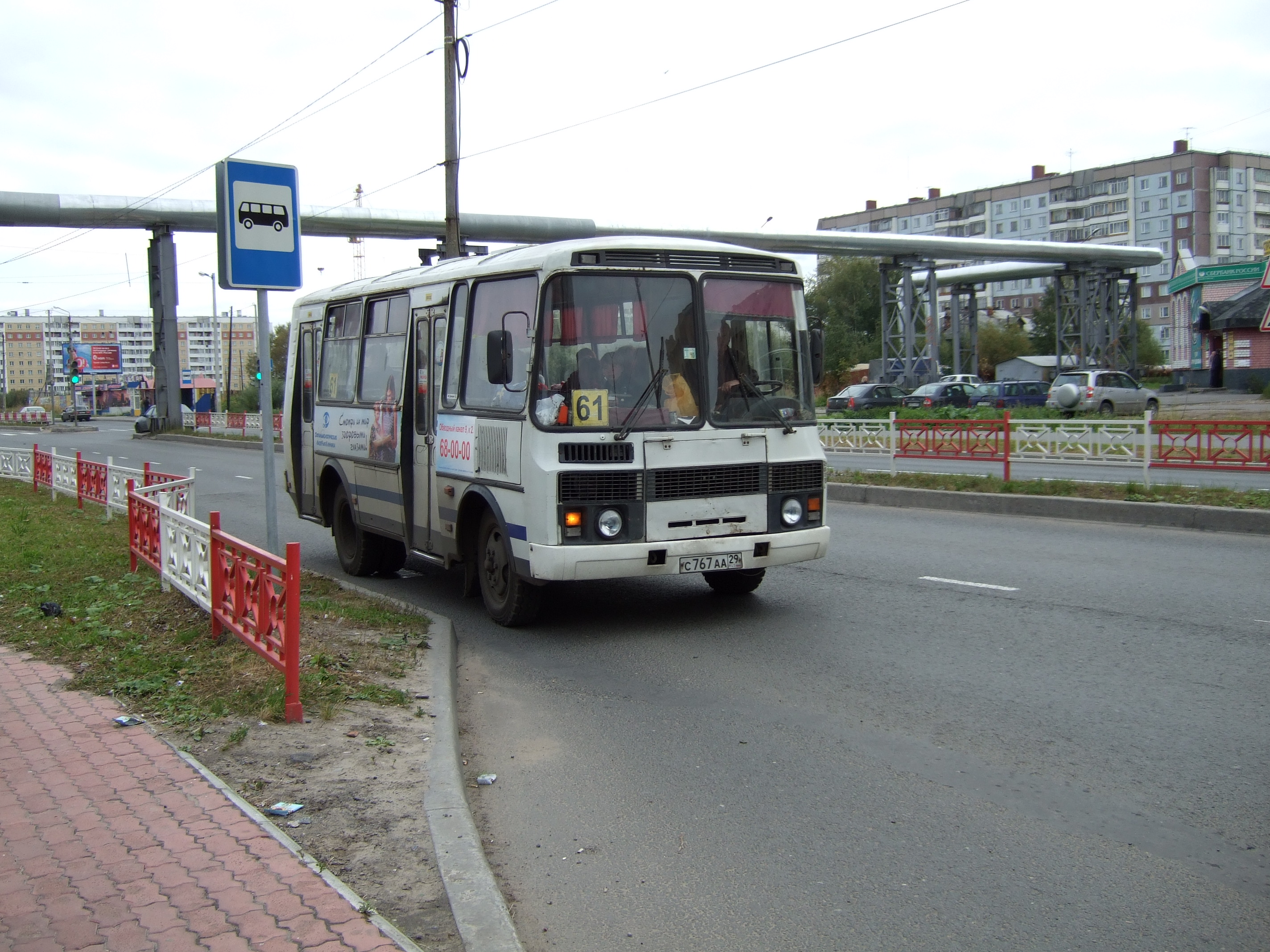
PAZ-3205 Omnibus in Archangelsk

Das wichtigste Transportmittel des Öffentlichen Personennahverkehrs in Archangelsk ist der Omnibus. Das Streckennetz umfasst 50 Buslinien und wurde vor 2011 erweitert. Eine einfache Fahrt innerhalb der Stadt kostete Mitte 2013 16 Rubel (etwa 0,40 Euro). Die Fahrtickets werden, wie in Russland üblich, erst während der Fahrt bei einer Schaffnerin gekauft. 
Zentrale Knotenpunkte für die Buslinien sind die beiden Busbahnhöfe am Seehafen sowie am Hauptbahnhof. In der Stadt verkehren auch Linientaxis (Marschrutkas) sowie ausgehend von der Insel Solombala – im nördlichen Teil der Stadt – Fähren zu den bewohnten Flussinseln im Dwinadelta. Vom Busbahnhof am Seehafen bestehen, über Regionalbus- und Marschrutkalinien, unter anderem Verbindungen zu den nahe gelegenen Städten Sewerodwinsk, Nowodwinsk und zu den Archangelsk umgebenden Datschensiedlungen.
Ursprünglich gab es neben den Omnibuslinien ein Straßenbahn- und ein Trolleybusliniennetz in der Stadt. Das 1916 geschaffene Straßenbahnnetz war lange Zeit das nördlichste Straßenbahnsystem der Welt. Ende der 1990er Jahre verkehrten fünf Straßenbahnlinien auf dem 79 km langen Streckennetz. Ab dem Jahr 2000 wurden die Linien mangels Rentabilität und wegen des schlechten Zustands der Gleise schrittweise eingestellt und durch Buslinien ersetzt.  2004 wurde die letzte Straßenbahnlinie außer Betrieb genommen und die Gleise des Liniennetzes wurden entfernt. Auch der Betrieb der seit 1974 im Einsatz befindlichen Trolleybuslinien mangels Rentabilität ab den 1990er Jahren sukzessive eingestellt. Die erste komplette Außerbetriebnahme des Trolleybusnetzes erfolgte im Jahr 2006. Nach einem Betreiberwechsel verkehrte von Ende 2007 bis zum November 2008 erneut eine Trolleybuslinie in der Stadt.

## Sehenswürdigkeiten

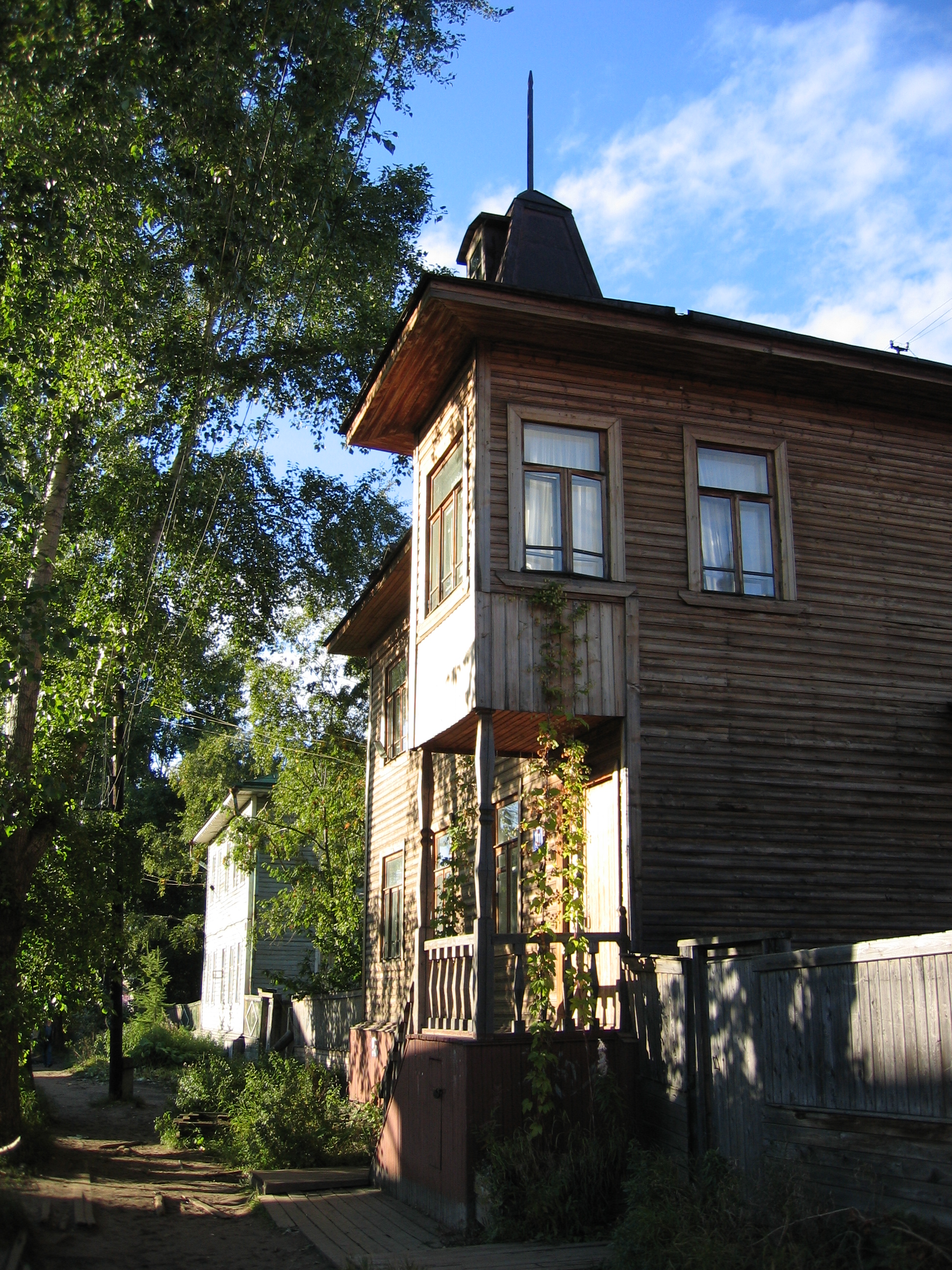
Ein altes Holzhaus in Archangelsk

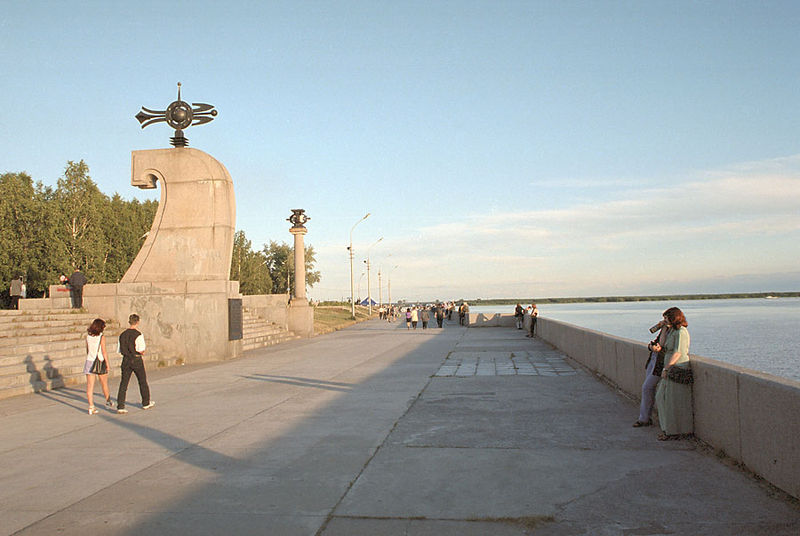
Dwina-Promenade

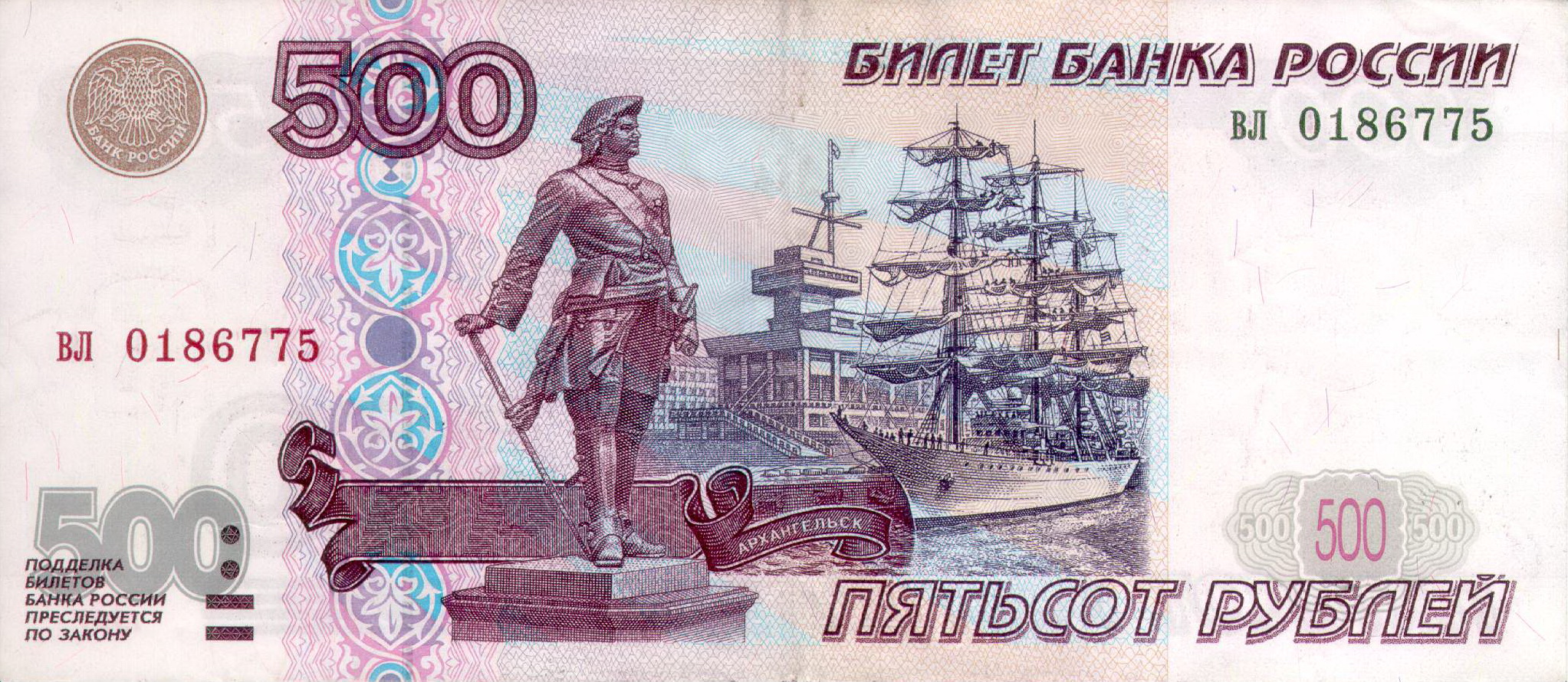
Russischer 500-Rubel-Schein mit Motiven aus Archangelsk

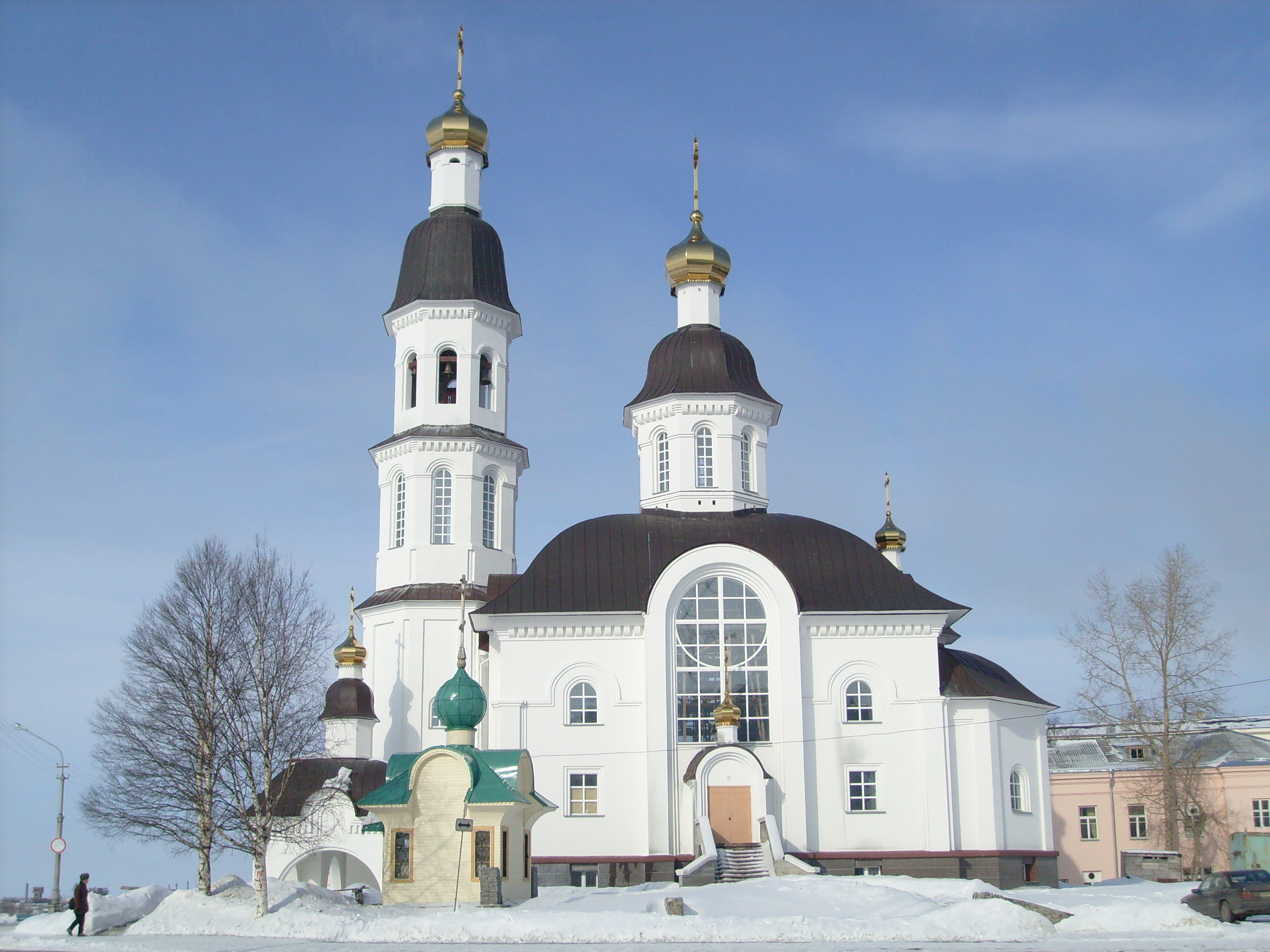
Mariä-Entschlafens-Kirche

250 Kilometer von Archangelsk entfernt liegen im Weißen Meer die Solowezki-Inseln mit weltberühmten orthodoxen Klosteranlagen, die zum UNESCO-Weltkulturerbe zählen. Von der Stadt zu den Inseln findet jährlich eine bekannte Regatta statt.
In der Stadt selbst gibt es ein in Russland bekanntes Denkmal für Peter den Großen, das auch auf dem 500-Rubel-Geldschein abgebildet ist. Daneben gibt es weitere sehenswerte Holzarchitektur, darunter das Freilichtmuseum Malyje Korely, welches rund 25 Kilometer südöstlich vom Stadtzentrum entfernt liegt. Die Holzarchitektur konkurriert im Stadtbild mit Plattenbauten aus sowjetischer Zeit. In jüngster Zeit wird aber im Stadtzentrum verstärkt gebaut und modernisiert. So wurden zum Beispiel die Fußgängerzonen Pomorskaja-Straße (Поморская улица) und der Prospekt Tschumbarowa–Lutschinski (Проспект Чумбарова-Лучинского) im Zentrum der Stadt modernisiert und ausgebaut. Außerdem entstanden mehrere Einkaufszentren nahe dem Zentrum der Stadt.
Ein markantes Bauwerk der Stadt ist der 1964 errichtete 151 Meter hohe Fernsehsendemast von Archangelsk, ein abgespannter Stahlrohrmast von ungewöhnlichen Design, denn er besitzt sechs mit einem Laufsteg versehene Querträger, die in zwei Ebenen von der Mastkonstruktion zu den Abspannseilen führen und auch einige Antennen tragen.

## Hochschulen
- Nördliche Arktische Föderale Universität (früher Staatliche Technische Universität Archangelsk und Pomorische Staatliche Universität)
- Staatliche Medizinische Universität des Nordens
- Filiale der Staatlichen Akademie für Meereskunde
- Filiale des Allrussischen Ferninstituts für Finanzen und Ökonomie
- Filiale des Staatlichen Universität Sankt Petersburg für Kultur und Kunst
- Internationales Institut für Verwaltung
- Filiale der Modernen Akademie für Humanities (Современной гуманитарной академии)
- Institut der neuen Ausbildungsformen

## Sport
Sportliches Aushängeschild der Stadt ist der Bandyklub HK Wodnik Archangelsk. Die Stadt war einer der Austragungsorte der Bandy-Weltmeisterschaften 1965. Die Bandy-Weltmeisterschaft 1999 und Bandy-Weltmeisterschaft 2003 fanden ebenfalls in Archangelsk statt.

## Söhne und Töchter der Stadt
- Magdalena Pauli (1757–1825), deutsche Philanthropin
- Piter Poel (1760–1837), Diplomat und später Herausgeber des Altonaischen Mercurius
- Iwan Amossow (1800–1878), Schiffbauer
- Ilja Schumow (1819–1881), Schachmeister und -komponist
- Wilhelm Greiffenhagen (1821–1890), deutschbaltischer Politiker und Journalist
- Woldemar Scheltinga (1821–1884), russischer Kapitän
- Alexander Prugawin (1850–1920), Ethnograph und Aktivist für Bürgerrechte und Religionsfreiheit
- Alexander von Hohen (1856–1914), Architekt und Hochschullehrer
- Iwan Meschtscherski (1859–1935), Mathematiker
- Otto Konrad Roller (1871–1936), deutscher Historiker, Genealoge und Numismatiker
- Stepan Pissachow (1879–1960), Maler, Schriftsteller, Ethnograph und Reisender
- Stepan Balmaschow (1881–1902), Sozialrevolutionär
- Eugenie Fraser (1905–2002), schottisch-russische Autobiografin
- Herman F. Achminow (1921–1985), deutsch-russischer Sowjetologe und Publizist
- Sofja  Kondakowa (1922–2012), Eisschnellläuferin
- Michail Kalik (1927–2017), sowjetisch-israelischer Regisseur und Drehbuchautor
- Boris Schilkow (1927–2015), Eisschnellläufer und Olympiasieger 1956
- Luisa Sjatkowa (1931–2015), Geomorphologin und Hochschullehrerin
- Tamara Gudima (1936–2021), russische Politikerin
- Igor Ostaschow (1937–1998), Eisschnellläufer
- Wladimir Resizki (1944–2001), Altsaxophonist und Gründer der Avantgarde Jazz-Gruppe Archangelsk
- Wladimir Tarassow (* 1947), Schlagzeuger des Avantgarde Jazz, Komponist sowie bildender Künstler
- Michail Pletnjow (* 1957), Pianist, Dirigent und Komponist
- Anatoly Snigirev (* 1957), russisch-französischer Physiker
- Artur Ullrich (* 1957), deutscher Fußballspieler
- Ljudmyla Denissowa (* 1960), ukrainische Juristin und Politikerin
- Jelena Schupijewa-Wjasowa (* 1960), ukrainische Langstreckenläuferin
- Aleksandrs Kerčs (* 1967), lettischer Eishockeyspieler und -trainer
- Victor Ferin (* 1969), Schauspieler und Filmschaffender
- Alexander Donskoi (* 1970), Politiker und ehemaliger Bürgermeister der Stadt Archangelsk
- Alexander Krawtschenko (* 1971), professioneller Pokerspieler
- Igor Krasnow (* 1975), Jurist; seit 2020 Generalstaatsanwalt
- Konstantin Kassatkin (* 1976), kasachisch-russischer Eishockeyspieler
- Gleb Pissarewski (* 1976), Gewichtheber
- Andrei Teljukin (* 1976), Eishockeyspieler
- Jelena Panowa (* 1977), Schauspielerin
- Julija Fomenko (* 1979), Mittelstreckenläuferin
- Dmitri Afanassenkow (* 1980), Eishockeyspieler
- Iwan Perschin (* 1980), Judoka
- Jewgeni Lobanow (* 1984), Eishockeytorhüter
- Michail Lobanow (* 1984), Mathematiker und Politiker
- Andrey Shabashev (* 1984), Jazzmusiker
- Konstantin Glasatschow (* 1985), Eishockeyspieler
- Nadeschda Kossinzewa (* 1985), Schachmeisterin
- Jewgeni Lagunow (* 1985), Schwimmer
- Andrei Perwyschin (* 1985), Eishockeyspieler
- Tatjana Kossinzewa (* 1986), Schachmeisterin
- Iwan Podjomow (* 1986), Oboist
- Alexander Rumjanzew (* 1986), Eisschnellläufer
- Alex Gilbert (* 1992), neuseeländischer Anwalt
- Igor Schkolik (* 2001), Fußballspieler
- Elvir Sandzhakly (* 2002), russisch-türkischer Eishockeyspieler

Weitere Persönlichkeiten mit Bezug zur Stadt:
- Xenija Petrowna Gemp (1894–1998), Algologin und Ethnographin

## Archangelsk in den Medien
Georges Simenon verfasste einen Roman Le petit homme d’Archangelsk (deutsch Der kleine Mann von Archangelsk).
Der Roman Aurora (englischer Originaltitel: Archangel) von Robert Harris spielt zum Teil in Archangelsk und wurde 2005 als Die rote Verschwörung mit Daniel Craig verfilmt.
Auch in James Bond 007 – GoldenEye spielt der Vorspann in Archangelsk. Eine riesige Staumauer wird als Teil einer sowjetischen Chemiefabrik dargestellt. Gedreht wurde allerdings in der Schweiz, am Lago di Vogorno; zudem liegt das wirkliche Archangelsk weder im Gebirge, noch gibt es einen Staudamm oder nennenswerte chemische Industrie.
Der französische Jazz-Trompeter Erik Truffaz benannte ein 2007 bei EMI France erschienenes Album und darauf den Titel 7 nach der Stadt (Arkhangelsk).
Die schwedische Metal-Band Dark Tranquillity widmete der Stadt einen Song (Arkhangelsk) auf ihrem Album We Are the Void.
In der Rahmenhandlung des Buches Frankenstein von Mary Shelley schreibt der Abenteurer Robert Walton seiner Schwester einen Brief aus der russischen Hafenstadt. Er wird von Archangel(sk) auf eine Expedition zur Erkundung des Nordpols fahren. Während dieser wird er später den halb erfrorenen Frankenstein in der Eiswüste antreffen, der seiner Kreatur hinterherjagt.
Daniel Defoe lässt seinen Protagonisten Robinson Crusoe im gleichnamigen Roman, Band 2, im Zuge seiner Asien-Reise bis nach „Archangel“ gelangen, um sich von dort aus über Hamburg nach England einzuschiffen (letzte Reise, 1704).
Die Handlung der Folge Trügerischer Frieden (englischer Originaltitel: Star Crossed; Staffel 5, Folge 21) der Fernsehserie Outer Limits – Die unbekannte Dimension spielt in der City of Archangel (Archangelsk).